# Westelijke Polders
Westelijke Polders – miasto w Surinamie, w dystrykcie Nickerie.